# Вень Чи-хао
Вень Чи-хао (кит.: 溫智豪; нар. 25 березня 1993, округ Хуалянь, Тайвань) — тайваньський футболіст, півзахисник клубу «Тайпавер» та національної збірної Тайваню. Капітан юнацької збірної Китайського Тайбею (U-19) у кваліфікації молодіжного чемпіонату Азії (U-19) 2012 року.

## Клубна кар'єра
Після закінчення середньої школи Беймен прийнятий до Тайванського спортивного інституту (нині Національний спортивний університет Тайваню). Після перегляду, продовжив свою футбольну кар'єру в «Тайпауер». Наприкінці 2011 року за рекомендацією тренера Лі Фуцая з середньої школи Беймен на нього звернув увагу скаут Ден Мінхуей, який організував перегляд у Пекінському спортивному університеті (завершився невдало). Розпочав дорослу футбольну кар'єру у складі чинних чемпіонів ліги «Тайпауер», де швидко зарекомендував себе як важливий член команди, виграв з ними титул Міжміської футбольної ліги 2012 року, а також отримав звання найкращого гравця сезону та найкращого бомбардира. Офіційно приєднався до «Бейцзін Баши» з Першої ліги Китаю у 2013 році, де приєднався до свого співвітчизника Чен Хао-вея (У 2015 році «Бейцзін Баши» змінив назву на «Бейцзін Ентерпрайзес», а в 2019 році — на Пекінський спортивний університет).
Вень Чжихао грав за команду протягом 9 років у китайській команді та зіграв понад 200 матчів. По завершенні сезону 2021 року, у зв'язку з початком пандемії COVID-19 і сімейні обставини, повернувся на Тайвань, щоб знову виступати за команду «Тайпавер» у Тайванській корпоративній футбольній лізі.

## Кар'єра в збірній
У 2015 році брав участь у матчах кваліфікації чемпіонату світу проти Брунею, Таїланду, Іраку та В'єтнаму. 9 жовтня 2015 року у товариському матчі проти Макао, відзначився голом красивим ударом зі штрафного, а результативну передачу в другому таймі віддав Чень Чанюань.

## Особисте життя
Батьки — чистокровні бунуни. Закінчив середню школу «Північні ворота».

## Статистика виступів

### Клубна
Станом на 31 грудня 2020.
| Клуб                        | Сезон             | Ліга                     | Ліга  | Ліга | Нац. кубок | Нац. кубок | Конт. кубок | Конт. кубок | Інші  | Інші | Загалом | Загалом |
| Клуб                        | Сезон             | Дивізіон                 | Матчі | Голи | Матчі      | Голи       | Матчі       | Голи        | Матчі | Голи | Матчі   | Голи    |
| --------------------------- | ----------------- | ------------------------ | ----- | ---- | ---------- | ---------- | ----------- | ----------- | ----- | ---- | ------- | ------- |
| «Тайпауер»                  | 2012              | Міжміська футбольна ліга | 12    | 8    | -          | -          | 4           | 0           | -     | -    | 16      | 8       |
| «Бейцзин Ентерпрайзес груп» | 2013              | Перша ліга Китаю         | 23    | 0    | 0          | 0          | -           | -           | -     | -    | 23      | 0       |
| «Бейцзин Ентерпрайзес груп» | 2014              | Перша ліга Китаю         | 29    | 3    | 0          | 0          | -           | -           | -     | -    | 29      | 3       |
| «Бейцзин Ентерпрайзес груп» | 2015              | Перша ліга Китаю         | 16    | 1    | 3          | 0          | -           | -           | -     | -    | 19      | 1       |
| «Бейцзин Ентерпрайзес груп» | 2016              | Перша ліга Китаю         | 26    | 3    | 2          | 0          | -           | -           | -     | -    | 28      | 3       |
| «Бейцзин Ентерпрайзес груп» | 2017              | Перша ліга Китаю         | 19    | 4    | 1          | 0          | -           | -           | -     | -    | 20      | 4       |
| «Бейцзин Ентерпрайзес груп» | 2018              | Перша ліга Китаю         | 19    | 2    | 0          | 0          | -           | -           | -     | -    | 19      | 2       |
| «Бейцзин Ентерпрайзес груп» | 2019              | Перша ліга Китаю         | 30    | 6    | 0          | 0          | -           | -           | -     | -    | 30      | 6       |
| «Бейцзин Ентерпрайзес груп» | 2020              | Перша ліга Китаю         | 8     | 1    | -          | -          | -           | -           | -     | -    | 8       | 1       |
| «Бейцзин Ентерпрайзес груп» | Загалом           | Загалом                  | 170   | 20   | 6          | 0          | 0           | 0           | 0     | 0    | 176     | 20      |
| Усього за кар'єру           | Усього за кар'єру | Усього за кар'єру        | 182   | 28   | 6          | 0          | 4           | 0           | 0     | 0    | 192     | 28      |

### По матчах
| збірна Республіки Китай (U-23)         | збірна Республіки Китай (U-23) | збірна Республіки Китай (U-23) | збірна Республіки Китай (U-23) |
| Рік                                    | Матчі                          | Голи                           |                                |
| -------------------------------------- | ------------------------------ | ------------------------------ | ------------------------------ |
| 2015                                   | 3                              | 1                              |                                |
| Загалом                                | 3                              | 1                              |                                |
| Останнє оновлення 31 березня 2015 року |                                |                                |                                |

| Республіка Китай                         | Республіка Китай | Республіка Китай | Республіка Китай |
| Рік                                      | Матчі            | Голи             |                  |
| ---------------------------------------- | ---------------- | ---------------- | ---------------- |
| 2012                                     | 3                | 0                |                  |
| 2013                                     | 2                | 0                |                  |
| 2014                                     | 3                | 0                |                  |
| 2015                                     | 8                | 2                |                  |
| 2016                                     | 7                | 0                |                  |
| 2017                                     | 9                | 1                |                  |
| 2018                                     | 5                | 0                |                  |
| 2019                                     | 8                | 1                |                  |
| Загалом                                  | 45               | 4                |                  |
| Останнє оновлення 19 листопада 2019 року |                  |                  |                  |

### Забиті м'ячі

#### U-19
| №  | Дата              | Місце                        | Суперник | Рахунок | Результат | Змагання                                 |
| -- | ----------------- | ---------------------------- | -------- | ------- | --------- | ---------------------------------------- |
| 1. | 10 листопада 2011 | Тхефасадін, Бангкок, Таїланд | Гуам     | 1–0     | 11–0      | кваліфікація чемпіонату Азії (U-19) 2012 |
| 2. | 10 листопада 2011 | Тхефасадін, Бангкок, Таїланд | Гуам     | 2–0     | 11–0      | кваліфікація чемпіонату Азії (U-19) 2012 |
| 3. | 10 листопада 2011 | Тхефасадін, Бангкок, Таїланд | Гуам     | 4–0     | 11–0      | кваліфікація чемпіонату Азії (U-19) 2012 |
| 4. | 10 листопада 2011 | Тхефасадін, Бангкок, Таїланд | Гуам     | 8–0     | 11–0      | кваліфікація чемпіонату Азії (U-19) 2012 |

#### U-23
| #  | Дата           | Місце                  | Суперник | Рахунок | Результат | Змагання                                 |
| -- | -------------- | ---------------------- | -------- | ------- | --------- | ---------------------------------------- |
| 1. | 23 червня 2012 | Аун Сан, Янгон, М'янма | В'єтнам  | 2–1     | 2–1       | кваліфікація чемпіонату Азії (U-22) 2013 |

#### Національна збірна
Станом на 5 вересня 2019
| № | Дата             | Місце                                  | Матч | Суперник      | Рахунок | Результат | Змагання                           |
| - | ---------------- | -------------------------------------- | ---- | ------------- | ------- | --------- | ---------------------------------- |
| 1 | 3 вересня 2015   | Шахід Дастгерді, Екбатан, Іран         | 12   | Ірак          | 1–3     | 1–5       | кваліфікація чемпіонату світу 2018 |
| 2 | 9 жовтня 2015    | Муніципальний стадіон, Тайбей, Тайвань | 14   | Макао         | 1–1     | 5–1       | Товариський матч                   |
| 3 | 4 грудня 2017    | Муніципальний стадіон, Тайбей, Тайвань | 31   | Східний Тимор | 1–0     | 3–1       | Міжнародний турнір ФАКТ 2017       |
| 4 | 5 September 2019 | Муніципальний стадіон, Тайбей, Тайвань | 41   | Йорданія      | 1–2     | 1–2       | кваліфікація чемпіонату світу 2022 |

## Досягнення

### Клубні
«Тайпауер»
- Міжміська футбольна ліга
  -  Чемпіон (1): 2012

### Індивідуальні
- Найкращий гравець сезону в чемпіонаті Тайваню (1): 2012
- Найкращий бомбардир чемпіонату Тайваню (1): 2012